# Inmigración argentina en Colombia
La inmigración argentina en Colombia se refiere al movimiento migratorio desde la República Argentina hacia la República de Colombia.

## Historia y cultura
La cultura argentina en Colombia es ampliamente conocida. En Medellín Carlos Gardel introdujo  el tango. En Bogotá la comunidad argentina ha aportado a la cultura como la descendiente argentina fundadora del Museo de Arte Moderno de Bogotá (MAMBO); Marta Traba o también la fundadora del Festival Iberoamericano de Teatro, Fanny Mickey. Había al año 2024 alrededor de 1203 argentinos en Colombia En paralelo en forma de migración cruzada en el año 2022 se contabilizaron 111.969 personas colombianas en Argentina .